# Heidemeersen
De Heidemeersen is een natuurgebied gelegen in Berlare.

## Gebied
Het gebied bestaat uit een schakering van hooilanden, weilanden die soms onder water staan en omzoomd door rietkragen, zanderige vlakken van de oude rivierduinen, poelen, eikenbos en populierenbos.

## Fauna en Flora[2]

### Fauna
zoogdierenegel, vos
vogelsgrutto, kleine karekiet, bosrietzanger, blauwborst, Kievit, Slobeend, rietgors, sprinkhaanzanger, bergeend, watersnip, smiet
insectenZilveren zandbij, Kleine bleekvlekwespbij, Kortsprietgroefbij, Glanzende groefbij en Heidebronsgroefbij, Gedrongen wespbij, Ereprijszandbij, bruinsprietwespbij, Kleine roetbij

### Flora
Riet, braam, brandnetel, Smeerwortel, koekoeksbloem, tweerijige zegge, oeverzegge, gewone waterbies, dotterbloem, moeras-vergeet-mij-nietje, poelruit, schietwilg, lelietje-van-dalen, dotterbloem, zandblauwtje, eik, populier